# The Story So Far (Divine)
The Story So Far è il terzo album di Divine pubblicato nel 1984.

## Tracce
1. I'm So Beautiful
2. Native Love
3. You Think You're a Man
4. Shake It Up
5. Shoot Your Shot
6. Love Reaction
7. Jungle Jezebel
8. Alphabet Rap